# La cacería (película de 2012)
La cacería es una película de Argentina filmada en Eastmancolor dirigida por Carlos Orgambide según el guion de Daniel Ludueña que se estrenó el 11 de octubre de 2012 y que tuvo como actores principales a Roberto Carnaghi, Carlos Kaspar, Duilio Marzio y Alexia Moyano.
Orgambide comenzó su proyecto a comienzos de la década de 1990 inspirado en La canción de Zarah, un episodio del ciclo televisivo Alta comedia.  

## Sinopsis
Los periodistas Ingrid y Julián se enamoran. Ambos son nietos de alemanes: el abuelo de Julián, Elías,  sobrevivió a la Segunda Guerra Mundial y Federico, el de Ingrid es un cazador aficionado, es un recio alemán que vive recluido en una casona del Gran Buenos Aires. Cuando fortuitamente Julián descubre que el abuelo de Ingrid es un criminal de guerra, un exoficial de la SS, se lo cuenta a su abuelo Elías y descubre sorpresivamente que su abuelo tiene una doble vida como cazador de nazis y un pasado en común con Federico, vinculado al campo de concentración nazi del que sobreviviera.Los hombres se reencuentran y ajustan sus cuentas.

## Reparto
- Roberto Carnaghi ...	Elías Waisman
- Carlos Kaspar ...	Kappler
- Duilio Marzio	...	Federico Kappler
- Alexia Moyano ...	Lara Kreimer
- Francisco Prim ...	Julián Kappler